# Delfines militares

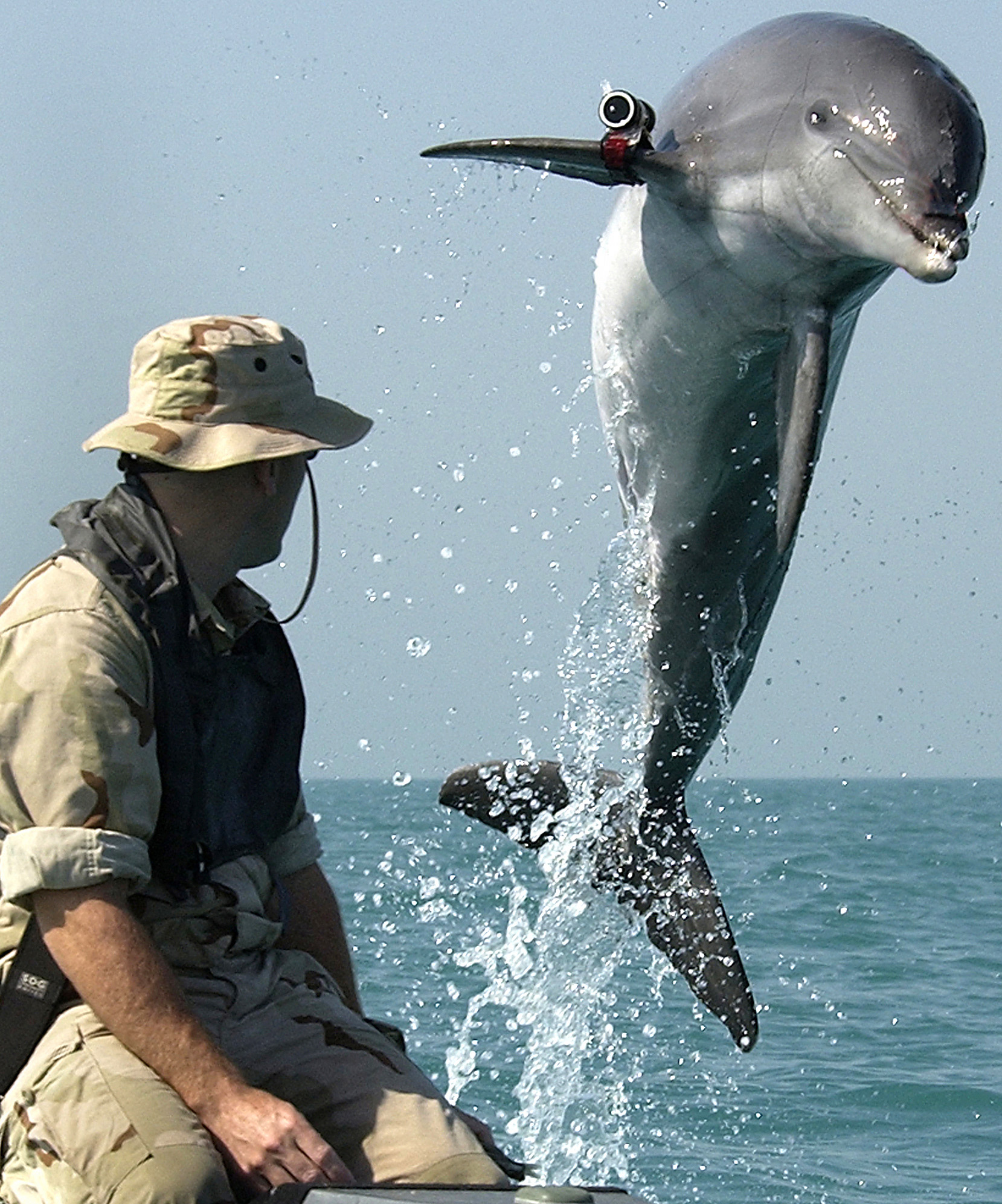
Delfín mular del programa de mamíferos marinos de la marina de EE. UU. con un localizador.

El concepto de delfines militares se refiere a cetáceos entrenados para cumplir fines militares. Han sido usados por los EE. UU. y por la URSS-Rusia
Desde la época de la Guerra Fría los delfines se usan por parte de la Marina estadounidense con fines bélicos debido a su gran inteligencia: ya sea como localizadores de minas, como espías (transportando equipos de detección ópticos o electrónicos) o directamente como soldados, atacando a buzos o embarcaciones. Estos delfines están bajo una Unidad que se conoce como "Unidad de Mamíferos Marinos".
El Pentágono ha confirmado el uso de delfines en el golfo Pérsico para el dragado de minas y la detección de buceadores. Al igual que los perros antitanque, los delfines son entrenados y usados con fines bélicos, en este caso en el medio subacuático. Se los adiestra para que transporten, coloquen o retiren minas explosivas magnéticas bajo el casco de embarcaciones militares metálicas.[cita requerida] Cuando colocan minas, su labor no es suicida, ya que huyen tras la colocación de la bomba y pueden ser usados para una futura nueva misión.